# Хладни очи
„Хладни очи“ е вторият студиен албум на дует Мания.

## История
Издаден е на 21 ноември 2003 г. от музикалната компания „Селект мюзик“. Албумът е продуциран от дует Мания и се разпространява от „Стефкос мюзик“. Популярни хитове стават песните „Хладни очи“, „Много далеч“, „Дъжд от любов“. През 2003 сестрите от дует Мания участват в пролетния конкурс на радио Хоризонт с песента „Ще бъда там“ и печелят 3-та награда. През 2004 дует Мания участва на международния конкурс за песен "Universtalent", който се провежда в Прага и печели 3-та награда с песента „Хладни очи“. През 2005 песента „Много далеч“ става златен хит на Планета ТВ. Към албума са заснети видеоклипове на песните „Хладни очи“, „Дъжд от любов“. Композитори и аранжори на албума са Стамен Янев, Виктор Стоянов, Мирослав Гечев, Тодор Георгиев, Даниела Петкова. Текстописци – Десислава Софранова, Даниела Петкова, Атанас Сребрев, Гергана Турийска. Художествен дизайн на албума – Селект мюзик, стилисти и имидж– Емилия Каменска и Румяна Хаджийска. Фотография – Енчо Найденов и Георги Борисов.
Албумът е записан в Полисаунд студио. Албумът съдържа две песни с гост изпълнители. „А когато“, съвместна песен с Румънеца и Енчев и коледната песен „Бяло“, записана с Ицо от Ъпсурд. Промоцията на албума се провежда в клуб Карамба през ноември, 2003. Стилово албума е определен като поп-денс и р§б.

## Визитка
- Албум – Хладни очи
- Артисти – дует Мания
- Издаден – 21.11.2003
- Записан – студио Poly Sound Inc.
- Дължина – 44:02
- Музикална компания – Select Music Co.
- Разпространява – Stefko's Music
- Продуцент – дует Мания

## Сингли
- Хладни очи – април 2003
- Много далеч – август 2003

## Музикален екип
Музикален екип:
- Стамен Янев – Композитор, Музикален и вокален аранжимент, Звукозапис, Смесване
- Виктор Стоянов – Композитор, Музикален и вокален аранжимент, Звукозапис, Смесване
- Тодор Георгиев – Композитор
- Даниела Петкова – Композитор, Текстописец
- Мирослав Гечев – Композитор, Музикален и вокален аранжимент, Звукозапис, Смесване
- Гергана Турийска – Текстописец
- Десислава Софранова – Текстописец
- Фотограф – Енчо Найденов
- Стилист – Емилия Каменска